# Partit Republicà Català
El Partit Republicà Català (Partido Republicano Catalán en castellano) fue un partido político español, de ámbito circunscrito a Cataluña, fundado en 1917, de carácter republicano y catalanista. Tuvo una notable presencia en la política catalana entre 1917 y 1931 cuando, liderado por Lluís Companys, se fusionó con otras organizaciones para fundar Esquerra Republicana de Catalunya.

## El PRC entre 1917 y 1931
El PRC fue fundado en Barcelona los días 21 y 22 de abril de 1917 como consecuencia de la fusión entre el Bloc Republicà Autonomista (en idioma español Bloque Republicano Autonomista), de Francesc Layret y Marcelino Domingo, y la Joventut Republicana de Lleida (Juventud Republicana de Lérida). En la fundación del partido también participaron antiguos miembros de la Unió Federal Nacionalista Republicana (Unión Federal Nacionalista Republicana), políticos reformistas como Lluís Companys, y federalistas como August Pi i Sunyer.
La primera directiva la formaron Marcelino Domingo (presidente), Ramon Noguer (secretario general), Alfred Perenya, Estivill, y Pi i Sunyer.
Sus bases programáticas se fundamentaban en la aceptación del programa federal de Pi y Margall de 1894, el laicismo, y el impulso de grandes transformaciones económicas y sociales. Su portavoz era el diario La lucha, que se distinguió por campañas de agitación contra la monarquía de Alfonso XIII. Eran frecuentes los artículos antimonárquicos y antimilitaristas de Layret, Domingo y Companys.
Se presentó a las elecciones municipales de 1917 formando parte de una coalición de partidos, como también concurrió a las elecciones generales de 1918, en las que obtuvo 4 diputados, un resultado que mejoró en las elecciones de 1919.
A finales de 1919 el partido llegaría a ingresar efímeramente en la Internacional comunista.
En 1920 fue asesinado su líder Francesc Layret, lo que supuso un duro golpe para el partido. Lluís Companys fue elegido diputado por Sabadell en 1920 y 1923.
Durante la década de 1920 los dirigentes del partido, Companys, Joan Casanovas y Ernest Ventòs, participaron en complots contra la dictadura de Primo de Rivera. Fueron años en los que el partido pasó diversas crisis internas, a causa de las discrepancias entre sus miembros y de la represión que sufrió.
En 1930, tras aproximarse al grupo de L'Opinió («La Opinión»), participó en la firma del Manifiesto de Inteligencia Republicana y, posteriormente, en marzo de 1931, en la Conferencia d'Esquerres («Conferencia de Izquierdas») que dio lugar a la fusión de varios partidos y la fundación de Esquerra Republicana de Catalunya.